# Финское новое совместное училище (Выборг)
Финское новое совместное училище (Выборгская новая школа совместного обучения, фин. Viipurin uusi yhteiskoulu) — начальное, затем среднее общеобразовательное заведение, основанное в 1905 году в Выборге и переведённое в Хельсинки в результате советско-финской войны (1939—1940), где действовало до 1986 года. Здание бывшего училища на Школьной площади Выборга включено в перечень памятников архитектуры.

## История
Вследствие введения в 1860-х годах в официальное делопроизводство Великого княжества Финляндского финского языка в народном образовании стала расширяться сеть финноязычных школ, соответствовавших начальным народным училищам Российской империи. В 1898 году в Выборге, где ранее преобладали немецко- и шведоязычные учебные заведения, было основано финское училище с совместным обучением мальчиков и девочек. Вскоре выяснилось, что этой финноязычной школы недостаточно, и в 1906 году была открыта ещё одна. Её называли «Новым совместным училищем» (для отличия от «старого»). Первоначально предполагалось пятиклассное обучение, но с изменениями, внесёнными в учебный план в 1910 году, обучение стало восьмиклассным. Для размещения школы в 1911 году архитекторами А. Шульманом и Г. Фразером был разработан проект здания на площади Мельничной Горы, на угловом участке по соседству со зданиями начальной школы и женской гимназии.
Так в 1912 году на площади, названной впоследствии Школьной, появилось трёхэтажное каменное здание. По соседству с ним находится ранняя работа Шульмана — флигель дома Поркки, при оформлении которого использованы элементы разных архитектурных стилей. Архитектор Шульман, получивший известность в качестве одного из зачинателей национального романтизма, в своих поздних постройках вернулся к неоклассическим формам с симметричными фасадами и стилизованными ордерными элементами. Поэтому главный фасад нового совместного училища, обращённый к площади, украшен стилизованными пилястрами. Вместе с тем, заметно влияние идей модерна: в частности, в обработке гранитного крыльца, а также в смене первоначально предполагавшейся проектом прямоугольной формы окна над входом на овальную.
С 1921 года, в результате реформы образования, проведённой после провозглашения независимости Финляндии, училище получило статус средней школы. В ходе советско-финской войны (1939—1940) в 1939 году школа была эвакуирована в Хельсинки. В годы Великой Отечественной войны она ненадолго возобновила работу в Выборге (в 1942—1944 годах), после чего окончательно обосновалась в Хельсинки, где под названием Карельской совместной школы (фин. Karjalan yhteiskoulu) действовала до 1986 года.
Вследствие военных действий школьное здание получило повреждения, но в послевоенные годы было отремонтировано (изменены форма кровли и дворовый фасад). В нём с 1946 по 1949 год размещалась железнодорожная школа, а с 1949 года — школа № 11: в 1949—1950 годах начальная, в 1950—1953 годах семилетняя, а с 1953 года — средняя. С 1964 года она имеет статус школы с углублённым изучением английского языка, а с 2011 года — статус гимназии.

## Новый учебный корпус
В 1967 году по проекту архитектора Б. И. Соболева к зданию школы было пристроено новое крыло на 240 мест в модернистском духе. Старый и новый учебные корпуса соединены специальным объёмом, выходящим на бульвар Кутузова, остеклённым экраном во всю высоту. Новый учебный корпус — одно из первых зданий, сооружённых в Выборге в послевоенное время по индивидуальным проектам среди ранее сформировавшейся городской застройки. Его архитектурное решение перекликается с элементами оформления Выборгской библиотеки Алвара Аалто.